# 核 (代数)
在归入线性代数的各种数学分支中，同态的核测量同态不及于单射的程度。
核的定义在不同上下文中采用不同的形式。但是在所有形式中，同态的核是平凡的（在与那个上下文有关的意义上），当且仅当这个同态是单射。同态基本定理（或第一同构定理）是应用于核所定义的商代数的采用了各种形式的一个定理。

## 例子纵览

### 线性算子
设 V 和 W 是向量空间并设 T 是从 V 到 W 的线性变换。如果0W 是 W 的零向量，则 T 的核是单元素集合 {0W} 的前像；就是说 V 的由被 T 映射到元素 0W 的那些 V 的元素构成的子集。核通常指示为“ker T”，或者：
{\displaystyle \mathop {\mathrm {ker} } \,T:=\{\mathbf {v} \in V:T\mathbf {v} =\mathbf {0} _{W}\}{\mbox{.}}\!}
因为线性变换保持零向量，V 的零向量0V 必须属于核。变换 T 是单射的，当且仅当它的核只是单元素集合 {0V}。
ker T 显然总是 V 的子空间。因此，它使谈论商空间 V/(ker T) 有意义。对向量空间的第一同构定理声称这个商空间自然同构于 T 的像（它是 W 的子空间）。作为结论，V 的维度等于核的维度加上像的维度。
如果 V 和 W 是有限维的向量空间，并且基已经选择好了，则 T 可以用矩阵 M 描述，而这个核可以通过解齐次线性方程组 Mv = 0 来计算。在这种表示中，核对应于 M 的零空间。零空间的维度叫做 M 的零化度（nullity）由 M 的纵列数减去 M 的秩得到，这是秩-零化度定理的结论。
解齐次微分方程经常涉及计算特定微分算子的核。例如，为了找到从实数轴到自身的所有二次可微函数 f 使得
x'f''(x) + 3f(x) = f(x),
设 V 是二次可微函数的空间，设 W 是所有函数的空间，定义从 V 到 W 的线性算子 T 为
(T''f)(x) = x'f''(x) + 3f(x) - f(x)
对于在 V 中的 f 而 x 是任意实数。这个微分方程的所有解都在 ker T 中。
你可以用类似方式定义在环之上的模之间的同态的核。这包括了在阿贝尔群之间的同态的核作为特殊情况。这个例子捕捉了在一般阿贝尔范畴内的核的本质；参见核 (范畴论)。

### 群同态
设 G 和 H 是群并设 f 是从 G 到 H 的群同态。如果 eH 是 H 的单位元，则 f 的核是单元素集合 {eH} 的前像；就是说，G 的由被 f 映射到元素 eH 的所有 G 的元素构成的子集。核通常指示为“ker f”。或者：
{\displaystyle \mathop {\mathrm {ker} } f:=\{g\in G:f(g)=e_{H}\}{\mbox{.}}\!}
因为群同态保持单位元素，G 的单位元素 eG 必须属于这个核。同态 f 是单射，当且仅当它的核只是单元素集合{eG}。
ker f 明显不只是 G 的子群，实际上还是正规子群。因此它使谈论商群 G/(ker f) 有意义。群的第一同构定理声称这个商群自然同构于 f 的像（它是 H 的子群）。
在阿贝尔群的特殊情况下，这以同前面章节的完全同样的方式工作。